# Mefistotedes
Mefistotedes – dziewiąty solowy album warszawskiego rapera Tedego. Album ukazał się 22 marca 2012 roku nakładem wytwórni Wielkie Joł. Na wydawnictwo złożyły się dwie płyty: pierwsza z nich „Mefistotedes” została wyprodukowana przez Sir Micha, z kolei drugą pt. „Odkupienie” wyprodukował Tede. Album został udostępniony w formie digital stream na kanale YouTube – Tedewizja. Gościnnie w nagraniach wzięli udział Piotr Dymała, Diox, Temp i Seta.
Nagrania były promowane utworem „Syn marnotrawny”, do którego został zrealizowany teledysk. Oprócz tego nagrania promowały teledyski do utworów „Mama ma mama da”, „Jestem z Polski”, „Mefintrotedes”, „Odkupienie” i „Full Cap”.
1 marca 2013 roku ukazał się album pt. Paffistotedes. Na albumie znalazły się zremiksowane wersje piosenek z albumu Mefistotedes w wykonaniu P.A.F.F.-a, a także nowe kompozycje. Materiał ukazał się w limitowanym nakładzie na płycie CD oraz w formie digital download.
Nagrania dotarły do 3. miejsca listy OLiS. 18 kwietnia 2012 roku album uzyskał status złotej płyty.

## Lista utworów
Opracowano na podstawie materiału źródłowego.
| Mefistotedes 1. „Mefintrotedes” – 02:17 2. „Syn marnotrawny” – 03:51 3. „Hände hoch” – 03:27 4. „Tetrahydrokannabi...” – 04:19 5. „Jestem z Polski” – 04:58 6. „Pecunia non outlet” – 03:44 7. „Kim oni są” – 03:25 8. „Full cap” (gościnnie Piotr Dymała) – 03:43 9. „Wkurwiony i bezcz...” – 03:57 10. „Dryfi mi tu Tobą” (gościnnie Seta) – 03:15 11. „Sza sza sza” – 03:35 12. „Radio varsavia” – 04:54 13. „Ex ex ex oooł” – 03:52 14. „Pozwól żyć innym” – 03:23 15. „Ile dasz za lajk” – 03:19 16. „Mama ma mama da” – 04:38 17. „Jesteśmy ludźmi” (gościnnie Seta) – 03:43 18. „Amerikan paj party” (gościnnie Zespół Stifflera, Mama Stifflera) – 03:37 |  | Odkupienie 1. „Miliony rąk tu” – 04:01 2. „Rok '97 dobrze pamiętam” – 03:33 3. „Odkupienie” – 04:08 4. „M.I.A.S.T.O. tronic” – 04:16 5. „Żeby powstać” – 04:18 6. „Dwadzieścia lat” (gościnnie Seta) – 04:10 7. „Zakazany na osiedlu” – 03:32 8. „CD MC LP” – 03:41 9. „Jestem hip hopem” – 03:33 10. „Trochę mnie nie było” – 03:55 11. „Ciągnie się to za mną” – 04:09 12. „Bomby na miasto” (gościnnie Diox) – 03:56[A] 13. „Rap to talent” – 04:44 |

Notatki
- A^ W utworze wykorzystano sample z piosenki „We Don’t Have to Take Our Clothes Off” w wykonaniu Jermaine’a Stewarta[21].

| Paffistotedes |
| --- |
| 1. „Intro” (gościnnie: DJ Buhh) 2. „Xenon” 3. „Syn marnotrawny” 4. „Mama ma mama da” 5. „TDF” 6. „Zazdrość II” 7. „Płonie dach” 8. „4 minuty” 9. „Teraz mi wyjdzie” 10. „Wielkie Joł” 11. „Merctedes S600” 12. „Imprezowy automat” 13. „Ona jest szmatą” 14. „Charlie S” 15. „Houston” 16. „Zrobiliśmy coś ważnego” (gościnnie: Temp) 17. „Outro” (gościnnie: DJ Buhh) |